# Middletown, Connecticut
Middletown je grad u američkoj saveznoj državi Connecticut. Prema popisu stanovništva iz 2010. u njemu je živjelo 47.648 stanovnika.